# Ignacij Diakon
Ignacij Diakon (srednjeveško grško Ἰγνάτιος ὁ Διάκονος), bizantinski klerik in pisec, * 780/790, † po 845. 
Kot otrok je osirotel in se nato izobraževal pod okriljem carigrajskega patriarha Tarazija. Pod Tarazijevim naslednikon Nikeforjem I. se je povzpel v cerkveni hierarhiji in postal diakon in skevofilaks Hagije Sofije. Po začetku drugega obdobja bizantinskega ikonoklazma okoli leta 814 se je postavil na stran ikonoklastov in verjetno leta 830 postal metropolitski škof prestižnega sedeža v Nikeji. Kasneje je svoje stališče obrnil in se upokojil kot menih približno ob koncu ikonoklazma leta 843. Ignacij je potrjeni ali verjetni avtor več življenjepisov svetnikov (hagiografij), pogrebnih žalostink, pisem in pesmi.